# RCW 80
RCW 80 est une nébuleuse en émission visible dans la constellation australe du Centaure.
Elle apparaît comme un vaste nuage diffus situé dans la partie méridionale de la constellation, immergé dans les champs stellaires riches de la Voie lactée australe, à faible distance angulaire de l'amas ouvert NGC 5281. En raison de sa déclinaison fortement australe, son observation n'est possible que depuis les régions de l'hémisphère sud terrestre et les zones tropicales de l'hémisphère nord. Dans l’hémisphère sud, elle est circumpolaire jusqu'aux latitudes subtropicales. La période optimale d'observation en soirée s’étend de mars à août.
Il s'agit d'une grande région HII très évoluée, située sur le bras du Sagittaire à une distance d’environ 3 500 pc (∼11 400 al). Les sources de son ionisation seraient la supergéante bleue HR 5171 B, de classe spectrale B0Ip, et la supergéante HD 119646, de classe B2Ia, situées à la même distance. La région HII est associée à un nuage moléculaire géant dont la masse, calculée à partir des émissions de 12CO, est estimée à environ 2,3×106 M☉, tandis qu'à proximité immédiate se trouve le reste de supernova SNR G309.2-00.6,.
Des phénomènes de formation stellaire sont actifs en son sein, comme en témoigne la présence de plusieurs sources de rayonnement infrarouge, parmi lesquelles IRAS 13431-6224, ainsi que trois masers, respectivement à hydroxyde, à eau et à méthanol. Ces processus englobent aussi bien la formation de petites étoiles, visibles en infrarouge, que celle d'étoiles massives. Plusieurs sources coïncident avec de jeunes protoétoiles de classe I et II, encore profondément enfouies dans leur cocon de gaz, ainsi que des étoiles T Tauri et étoiles Ae/Be de Herbig, entourées d’un disque protoplanétaire. L'expansion de la région HII dans le milieu interstellaire aurait déclenché ces processus en augmentant la pression et en causant des effondrements locaux.